# Henri Garric
 (juillet 2025).
La mise en forme du texte ne suit pas les recommandations de Wikipédia : il faut le « wikifier ».
Les points d'amélioration suivants sont les cas les plus fréquents. Le détail des points à revoir est peut-être précisé sur la page de discussion.
- Les titres sont pré-formatés par le logiciel. Ils ne sont ni en capitales, ni en gras.
- Le texte ne doit pas être écrit en capitales (les noms de famille non plus), ni en gras, ni en italique, ni en « petit »…
- Le gras n'est utilisé que pour surligner le titre de l'article dans l'introduction, une seule fois.
- L'italique est rarement utilisé : mots en langue étrangère, titres d'œuvres, noms de bateaux, etc.
- Les citations ne sont pas en italique mais en corps de texte normal. Elles sont entourées par des guillemets français : « et ».
- Les listes à puces sont à éviter, des paragraphes rédigés étant largement préférés. Les tableaux sont à réserver à la présentation de données structurées (résultats, etc.).
- Les appels de note de bas de page (petits chiffres en exposant, introduits par l'outil «  Source ») sont à placer entre la fin de phrase et le point final[comme ça].
- Les liens internes (vers d'autres articles de Wikipédia) sont à choisir avec parcimonie. Créez des liens vers des articles approfondissant le sujet. Les termes génériques sans rapport avec le sujet sont à éviter, ainsi que les répétitions de liens vers un même terme.
- Les liens externes sont à placer uniquement dans une section « Liens externes », à la fin de l'article. Ces liens sont à choisir avec parcimonie suivant les règles définies. Si un lien sert de source à l'article, son insertion dans le texte est à faire par les notes de bas de page.
- La présentation des références doit suivre les conventions bibliographiques. Il est recommandé d'utiliser les modèles {{Ouvrage}}, {{Chapitre}}, {{Article}}, {{Lien web}} et/ou {{Bibliographie}}. Le mode d'édition visuel peut mettre en forme automatiquement les références.
- Insérer une infobox (cadre d'informations à droite) n'est pas obligatoire pour parachever la mise en page.

Pour une aide détaillée, merci de consulter Aide:Wikification.
Si vous pensez que ces points ont été résolus, vous pouvez retirer ce bandeau et améliorer la mise en forme d'un autre article.
Pour les articles homonymes, voir Garric.
Henri Garric, né à le 23 février 1972 à Dijon, est un universitaire français.
Professeur de littérature comparée à l'Université de Bourgogne depuis 2014, il est spécialiste des rapports entre littérature et arts.

## Biographie

### Formation
Ancien élève du Lycée Thiers à Marseille, il entre à l’École normale supérieure de la rue d'Ulm en 1993 ; il est admis à l'agrégation de lettres modernes en 1996. Il suit l'essentiel de sa formation à l'Université Sorbonne-Nouvelle, dans le département de littérature comparée, où il suit les enseignements de Philippe Daros, Jean-Pierre Morel, Daniel-Henri Pageaux, Jean Bessière. Il obtient en 2001 un doctorat de littérature comparée à l'Université Sorbonne-Nouvelle et en 2013 une habilitation à diriger les recherches à l'Université Rennes 2.

### Parcours professionnel
Il commence à enseigner comme professeur de français au Lycée français de Madrid entre 1997 et 1999.
En 2001, il soutient une thèse de littérature comparée sous la direction de Jean Bessière intitulée La représentation de la ville dans les discours contemporains : portraits de villes, monographies urbaines et romans entre synthèse et fragmentation.
En 2002, il est élu maître de conférences de littérature comparée à l'ENS LSH devenue depuis ENS de Lyon.
En 2014, il est élu professeur de littérature comparée à l'Université de Bourgogne. Depuis 2023, il est directeur-adjoint de la Maison des Sciences de l'Homme de Dijon.
Ses travaux portent sur les rapports entre littérature et sciences humaines,,, sur la théorie du récit, sur les expressions silencieuses, sur les rapports entre littérature et arts, et sur les études culturelles. Il a en particulier travaillé sur les œuvres de Michel Butor, Juan Goytisolo, Rafael Sánchez Ferlosio. Il a publié plusieurs ouvrages sur la bande dessinée, et a été commissaire d'une exposition intitulée Bulles aux éclats pour le festival BDFIL à Lausanne.

## Publications

### Essais
- Portraits de villes - marches et cartes : la représentation urbaine dans les discours contemporains, Paris, Honoré Champion, 2007[12].
- Parole muette, récits burlesques : les expressions silencieuses aux XIXe – XXe siècles, Paris, Classiques Garnier, 2015[13].
- Solitude et communauté dans le roman : Carson McCuller, (Le Coeur est un chasseur solitaire), Marguerite Duras, (Le Vice-Consul), Christa Wolf, (Médée). Voix, Neuilly, Atlande, 2019.

### Directions d'ouvrages
- L'Engendrement des images en bande dessinée, Tours, Presses Universitaires François Rabelais, collection « Iconotextes » 2013[14].
- La Destruction des images en bande dessinée, Tours, Presses Universitaires François Rabelais, collection « Iconotextes » , 2022.
- Pif le chien. Esthétique, politique et société, (avec Jean Vigreux) Dijon, Éditions Universitaires de Dijon, collection « Sociétés », 2022[15].

### Traductions
- Rafael Sánchez Ferlosio, Tant que les dieux n'auront pas changé, rien n'aura changé, Dijon, Éditions Universitaires de Dijon, 2024.

### Directions de revues
- Aragon et la chanson, textes et contextes,  (avec Hervé Bismuth), 15-1, 2020 URL : http://preo.u-bourgogne.fr/textesetcontextes/index.php?id=2607

### Choix d'articles
- Le post-modernisme est-il une avant-garde ?, dans William Marx (dir.), Les Arrière-gardes au XXe siècle, Paris, PUF, 2004.
- Le désœuvrement : un pas en-dehors de l'histoire ?, dans Jean Bessière et Franca Sinopoli (éd.), Storia e memoria nelle riletture e riscritture letterarie = Histoire, mémoire et relectures et reécritures littéraires, Rome, Bulzoni, 2005.
- Les poches de Molloy : pour une lecture burlesque de la littérature, Fabula-LHT, Ce que le cinéma fait à la littérature (et réciproquement), décembre 2006, n° 2.
- La Chute de la Maison Usher entre arborescences de l’adaptation et branchages emmêlés, dans Jean Cléder et Frank Wagner (dir.), Le Cinéma de la littérature, Lormont, Cécile Defaut, 2017.
- Ce que la bande dessinée pense de la littérature : à propos de Gemma Bovery de Posy Simmonds dans Anne Tomiche (dir.), Le Comparatisme comme approche critique, Paris, Classiques Garnier, 2017.
- Villes en projets, villes imaginaires dans la culture contemporaine, dans Marina Ortrud M. Hertrampf et Beatrice Nickel (dir.), Kultur - Landschaft - Raum. Dynamiken literarischer Inszenierungen von Kulturlandschaften, Stauffenburg Verlag, 2018.
- Reprise et reproduction dans deux versions contemporaines de Lucky Luke, dans Reproducing Images and Texts - La reproduction des images et des textes, Leyde, Brill, 2021.
- Le débat des deux Thierry : naissances ou invention de la bande dessinée, dans Clotilde Thouret (dir.), Poétiques comparatistes. Littérature et polémiques, 2021.
- Les effigies informes dans l’œuvre de Jan Švankmajer dans Hélène Martinelli (dir.), Otrante : art et littérature fantastiques, 2022, n° 52.